# Iglesia del Señor de las Misericordias (Medellín)
La iglesia del Señor de las Misericordias es un templo colombiano de culto católico dedicado a Jesús bajo la advocación del Señor de las Misericordias, está localizado en el barrio Manrique de Medellín, por el sector Palos Verdes; por consiguiente, también se le conoce coloquialmente como Iglesia de Manrique. Contiguo al templo está el convento de los Hermanos Carmelitas Descalzos, conformando un conjunto construido y administrado por dicha comunidad religiosa. Ambas edificaciones ocupan toda la manzana de las calles 67 y 68 y carreras 47 y 48, y fueron declarados patrimonio cultural, artístico y religioso de Medellín en 1999.
El templo de estilo neogótico florido, construido 1921 y 1931, fue diseñado por el arquitecto carmelita, hermano Andrés Lorenzo Huarte, el mismo que diseñó la Iglesia de Frontino. El templo tiene un área construida de 1.216 metros cuadrados y su torre tiene 60 metros de alto. Su interior de planta rectangular, se encuentra dividido en tres naves longitudinales, cuenta con tres altares (el principal y los laterales), hechos en madera fina. El altar principal alberga la estatua de Nuestra Señora del Carmen de tamaño heroico y uno de los laterales contiene la estatua del Señor de las Misericordias, obra del artista antioqueño Alonso Montoya.
El convento es un edificio sobrio, de estilo republicano, restaurado y reinaugurado el 31 de enero de 2009. Actualmente se está buscando la forma de restaurar el templo, pues el paso del tiempo ha generado un deterioro paulatino de sus estructuras -techos, muros y el atrio- que lentamente está haciendo sus estragos, y como la iglesia cuenta con numerosos detalles (adornos y elementos artístico) requiere mayor precisión y por tanto, mayores recursos económicos.

## Horarios de Eucaristías
| Horario de misas                     |
| Domingos                             |
| ------------------------------------ |
| 8 a. m., 10 a. m., 12 m., 6 p.m.     |
| Lunes a viernes 7 a. m. y 6:30 p. m. |
| Lunes 10 a. m.                       |